# Dickinson (New York, Broome megye)
Dickinson város az USA New York államában, Broome megyében. Lakosainak száma 5100 fő (2020. április 1.).

## Népesség
A település népességének változása:

| 2010 | 5 278 |
| 2020 | 5 100 |